# پژو ۴۰۵ اس‌ال‌ایکس
پژو ۴۰۵ اس‌ال‌ایکس، (به انگلیسی: Peugeot 405 SLX)، یکی از مدل‌های خودروی پژو ۴۰۵ است که توسط شرکت ایران خودرو از سال ۱۳۸۷ در ایران تولید می‌شود.
این خودرو نسخه‌ای ارتقایافته از پژو ۴۰۵ جی‌ال‌ایکس محسوب می‌شود و با هدف ارائه امکانات بیشتر و طراحی به‌روزتر نسبت به نسخه‌های پیشین، معرفی شد.

## مشخصات فنی
پژو ۴۰۵ اس‌ال‌ایکس از پیشرانهٔ تی‌یوفایو بهره می‌برد که یکی از موتورهای مورد استفاده در پژو ۲۰۶ برخی دیگر از خودروهای خانواده پژو است. این موتور دارای حجم ۱۵۸۷ سی‌سی، ۴ سیلندر و ۱۶ سوپاپ که با حجم ۱.۶ لیتر  بهره می‌برد. این پیشرانه توانایی تولید حداکثر قدرت ۱۰۸ اسب بخار در دور موتور ۵۶۰۰ و گشتاور ۱۴۲ نیوتن‌متر در ۴۰۰۰ دور در دقیقه را دارد. سیستم انتقال قدرت آن از نوع گیربکس ۵ سرعته دستی است. استاندارد آلایندگی این خودرو در مدل‌های پایه یورو ۴ و در مدل‌های جدیدتر یورو ۵ می‌باشد. مصرف سوخت ترکیبی آن در حدود ۷ لیتر در هر ۱۰۰ کیلومتر برآورد شده و باک آن ظرفیت ۷۰ لیتر سوخت را دارد. این خودرو قادر است به حداکثر سرعتی در حدود ۱۹۰ کیلومتر بر ساعت دست یابد و شتاب صفر تا صد کیلومتر آن تقریباً ۱۱.۵ ثانیه است.

## طراحی ظاهری
پژو ۴۰۵ اس‌ال‌ایکس در مقایسه با مدل پژو ۴۰۵ جی‌ال‌ایکس از نظر طراحی ظاهری با تغییرات قابل توجهی همراه بوده است که جلوه‌ای مدرن‌تر و به‌روزتر به آن بخشیده‌اند. از جمله این تغییرات می‌توان به چراغ‌های جلو و عقب با طراحی جدید، سپرهای بازطراحی‌شده و هم‌رنگ با بدنه، زه‌های جانبی متفاوت و جلوپنجره‌ای با شکل جدید اشاره کرد. همچنین در برخی تیپ‌ها، رینگ‌های آلومینیومی نیز به خودرو افزوده شده‌اند که به زیبایی ظاهری آن کمک بیشتری می‌کنند. مجموعه این اصلاحات، اس‌ال‌ایکس را از نظر ظاهری متمایز و جذاب‌تر از نسخه‌ی جی‌ال‌ایکس کرده‌اند.

## امکانات و تجهیزات
پژو ۴۰۵ اس‌ال‌ایکس با وجود اینکه در رده‌ی سدان‌های اقتصادی قرار می‌گیرد، از امکاناتی نسبتاً مناسب برخوردار است که نیازهای اولیه کاربران را به خوبی پوشش می‌دهد. از جمله تجهیزات این خودرو می‌توان به سیستم تهویه مطبوع دستی، سیستم صوتی، و سیستم ضدسرقت اشاره کرد. همچنین شیشه‌های برقی جلو و عقب، قفل مرکزی با ریموت، فرمان هیدرولیک و نمایشگر اطلاعات سفر از دیگر امکانات کاربردی آن هستند. ایمنی خودرو نیز با بهره‌گیری از ایربگ راننده و سرنشین جلو، ترمز ای‌بی‌اس به همراه ای‌بی‌دی و چراغ‌های مه‌شکن جلو و عقب بهبود یافته است. پشت‌سری‌های عقب قابل تنظیم نیز راحتی بیشتری برای سرنشینان فراهم می‌کنند.

## ایمنی
پژو ۴۰۵ اس‌ال‌ایکس دارای سطح ایمنی متوسطی است. با وجود تجهیز به دو کیسه هوا و ترمز ای‌بی‌اس، اما در مقایسه با خودروهای مدرن روز، فاقد سیستم‌های ایمنی پیشرفته‌ای چون ای‌اس‌پی یا ای‌اس‌آر است. ساختار بدنه آن نیز بر اساس پلتفرم پژو ۴۰۵ دهه ۱۳۶۰ طراحی شده است.

## مزایا و معایب
پژو ۴۰۵ اس‌ال‌ایکس دارای مزایای متعددی از جمله موتور تی‌یوفایو با عملکرد قابل قبول است. همچنین طراحی این مدل نسبت به نسخه‌ی جی‌ال‌ایکس به‌روزتر شده و عملکرد مناسبی در رانندگی شهری ارائه می‌دهد. اما در کنار این نقاط قوت، معایبی نیز وجود دارد که شامل کیفیت پایین برخی از قطعات کابین، نبود گیربکس اتوماتیک و استفاده از پلتفرمی قدیمی در شرایط جاده‌ای خاص می‌شود.

## تولید
پژو ۴۰۵ اس‌ال‌ایکس در سال ۱۳۸۷ وارد خط تولید ایران‌ خودرو شد و تا سال‌های اخیر نیز همچنان در سبد تولید این شرکت قرار داشت. در برخی مقاطع، تولید آن به دلیل استانداردهای آلایندگی متوقف و سپس با اصلاحات فنی از سر گرفته شد. این خودرو در بازار ایران با استقبال نسبتاً خوبی روبرو شد، به‌ویژه برای کسانی که خواهان خودرویی با امکانات بیشتر از پژو ۴۰۵ جی‌ال‌ایکس بودند.